# Seznam narodnih herojev Jugoslavije (J)
Seznam narodnih herojev Jugoslavije, katerih priimki se začnejo na črko J.

## Seznam
- Savka Javorina-Vujović (1918–2002), z redom narodnega heroja odlikovana 9. oktobra 1953.
- Ante Jakić (1914–1942), za narodnega heroja proglašen 27. julija 1953.
- Velimir Jakić (1913–1946), za narodnega heroja proglašen 20. decembra 1951.
- Albert Jakopič (1914–1996), z redom narodnega heroja odlikovan 6. julija 1945.
- Pavle Jakšić (1913–2005), z redom narodnega heroja odlikovan 20. decembra 1951.
- Vida Janežić Vilma Lučka (1914–1944), za narodnega heroja proglašena je 22. julija 1953.
- Grga Jankez (1906–1974), z redom narodnega heroja odlikovan 24. julija 1953.
- Blagoja Jankov Mučeto (1911–1944), za narodnega heroja proglašen 11. oktobra 1951.
- Blažo Janković (1910–1995), z redom narodnega heroja odlikovan 10. julija 1953.
- Boško Janković (1910–1943), za narodnega heroja proglašen 20. decembra 1951.
- Veljko Janković (1911–1974), z redom narodnega heroja odlikovan 27. novembra 1953.
- Gliša Janković (1913–1944), za narodnega heroja proglašen 27. novembra 1953.
- Jovo Janković (1919–1942), za narodnega heroja proglašen 24. julija 1953.
- Ravijojla Janković Rava (1919–1944), za narodnega heroja proglašena 20. decembra 1951.
- Filip Janković (1886–1942), za narodnega heroja proglašen 27. novembra 1953.
- Lizika Jančar Majda (1919–1943), za narodnega heroja proglašena 27. novembra 1953.
- Vlado Janić Capo (1904–1991), z redom narodnega heroja odlikovan 20. decembra 1951.
- Rade Janjanin (1919–1943), za narodnega heroja proglašen 27. novembra 1953.
- Radislav Janjićijević (1917–1943), za narodnega heroja proglašen 6. julija 1953.
- Obren Janjušević (1923–1944), za narodnega heroja proglašen 7. julija 1953.
- Danilo Jauković (1918–1977), z redom narodnega heroja odlikovan 13. marca 1945.
- Suljo Jahić (1922–1942), za narodnega heroja proglašen 23. julija 1952.
- Fadil Jahić Španac (1910–1942), za narodnega heroja proglašen 13. marca 1945.
- Radule Jevrić (1911–1942), za narodnega heroja proglašen 27. novembra 1953.
- Mašo Jelić (1908–1944), za narodnega heroja proglašen 20. decembra 1951.
- Milovan Jelić (1914–1942), za narodnega heroja proglašen 27. novembra 1953.
- Dušan Jereb Štefan (1908–1943), za narodnega heroja proglašen 21. julija 1953.
- Dušan Jerković (1914–1941), za narodnega heroja proglašen 27. novembra 1953.
- Mate Jerković (1915–1980), z redom narodnega heroja odlikovan 20. decembra 1951.
- Drago Jerman Mataša (1919–1998), z redom narodnega heroja odlikovan 27. novembra 1953.
- Mirko Jerman (1912–1987), z redom narodnega heroja odlikovan 27. novembra 1953.
- Predrag Jeftić (1913–1943), za narodnega heroja proglašen 25. oktobra 1943.
- Dušan Ječmenić (1911–1943), za narodnega heroja proglašen 20. decembra 1951.
- Milan Ješić Ibra (1914–1986), z redom narodnega heroja odlikovan 2. oktobra 1953.
- Đoko Jovanić (1917–2000), z redom narodnega heroja odlikovan 20. decembra 1951.
- Rade Jovanić (1913–1943), za narodnega heroja proglašen 24. julija 1953.
- Blažo Jovanović (1907–1976), z redom narodnega heroja odlikovan 10. julija 1952.
- Božidar Jovanović (1919–1998), z redom narodnega heroja odlikovan 27. novembra 1953.
- Žikica Jovanović Španac (1914–1942), za narodnega heroja proglašen 6. julija 1945.
- Zdravko Jovanović (1909–1943), za narodnega heroja proglašen 6. julija 1953.
- Isa Jovanović (1906–1983), z redom narodnega heroja odlikovan 27. novembra 1953.
- Josip Jovanović (1917–1942), za narodnega heroja proglašen 27. novembra 1953.
- Mirko Jovanović (1923–1977), z redom narodnega heroja odlikovan 27. novembra 1953.
- Miroslav Jovanović (1915–1943), za narodnega heroja proglašen 6. decembra 1953.
- Petar V. Jovanović (1911–1944), za narodnega heroja proglašen 6. julija 1953.
- Petar M. Jovanović (1917–1943), za narodnega heroja proglašen 20. decembra 1951.
- Rade Jovanović (1904–1941), za narodnega heroja proglašen 20. decembra 1951.
- Radivoje Jovanović Bradonja (1918–2000), z redom narodnega heroja odlikovan 15. decembra 1949.
- Radovan Jovanović (1917–1944), za narodnega heroja proglašen 20. decembra 1951.
- Radoje Jovanović (1916–1943), za narodnega heroja proglašen 10. julija 1951.
- Sava Jovanović Sirogojno (1926–1944), za narodnega heroja proglašen 24. julija 1953.
- Stevan Jovanović Stevica (1916–1941), za narodnega heroja proglašen 14. decembra 1949.
- Ilija Jovanovski Cvetan (1921–1944), za narodnega heroja proglašen 2. avgusta 1952.
- Ratomir Jović (1915–1944), za narodnega heroja proglašen 9. oktobra 1953.
- Slobodan Jović (1918–1944), za narodnega heroja proglašen 30. aprila 1946.
- Pavle Jovićević (1910–1985), z redom narodnega heroja odlikovan 7. julija 1953.
- Petar Jovićević (1913–1941), za narodnega heroja proglašen 27. novembra 1953.
- Olga Jovičić (1920–1942), za narodnega heroja proglašena 20. decembra 1951.
- Ratko Jovičić (1919–1991), z redom narodnega heroja odlikovan 27. novembra 1953.
- Desimir Jovović (1905–1985), z redom narodnega heroja odlikovan 7. julija 1953.
- Rade Jovčevski (1919–1943), za narodnega heroja proglašen 8. oktobra 1953.
- Milan Joka (1922–1991), z redom narodnega heroja odlikovan 20. decembra 1951.
- Marko Jokić (1914–1944), za narodnega heroja proglašen 24. julija 1953.
- Savo Joksimović (1913–1980), z redom narodnega heroja odlikovan 27. novembra 1953.
- Ante Jonić (1918–1942), za narodnega heroja proglašen 7. avgusta 1942.
- Josif Josifovski Sveštarot (1915–1943), za narodnega heroja proglašen 11. oktobra 1951.
- Kuzman Josifovski Pitu (1915–1944), za narodnega heroja proglašena 2. avgusta 1945.
- Vera Jocić (1923–1944), za narodnega heroja proglašena 20. decembra 1951.
- Radislav Jugović (1915–1943), za narodnega heroja proglašen 20. decembra 1951.
- Martin Južna (1919–1943), za narodnega heroja proglašen 27. novembra 1953.
- Ante Jurjević Baja (1913–2001), z redom narodnega heroja odlikovan 27. novembra 1953.
- Josip Jutriša Janko (1920–1944), za narodnega heroja proglašen 9. februara 1953.